# یواس‌اس اس‌سی-۲۳
یواس‌اس اس‌سی-۲۳ (به انگلیسی: USS SC-23) یک زیردریایی بود که طول آن ۱۱۰ فوت (۳۴ متر) بود. این زیردریایی در سال ۱۹۱۷ ساخته شد.